# Гротон (Массачусетс)
Гротон (англ. Groton) — город, расположенный на северо-западе округа Мидлсекс штата Массачусетс, США.
Согласно переписи 2000 года, население города составило 9 547 человек, которые проживали в 3 268 домовладений и составляли 2 568 семей.